# The Twain Shall Meet
The Twain Shall Meet ist ein Studioalbum von Eric Burdon and the Animals aus dem Jahr 1968. Es erreichte Platz 79 in den Billboard 200 der Vereinigten Staaten.
Der Titel bezieht sich auf die englische Redewendung „Never the twain shall meet“, die gebraucht wird, wenn zwei Dinge so unterschiedlich sind, dass sie nicht zusammengebracht werden sollen.

## Entstehung
In einer neuen Formation hatten Eric Burdon and the Animals – auch als The New Animals bezeichnet – 1967 das Album Winds of Change aufgenommen. Mit der neuen Bandbesetzung hatte sich auch der Stil vom Bluesrock hin zum Psychedelic Rock geändert. Im Juni 1967 spielte die Band auf dem Monterey International Pop Festival in Kalifornien. Die Eindrücke davon verarbeiteten sie in dem Lied Monterey, welches im November 1967 in den USA als Single veröffentlicht wurde und das Platz 15 in den Billboard Hot 100 erreichte. Das Album selbst wurde wie die vorhergehenden von Tom Wilson produziert und erschien dann im April 1968.
Die (New) Animals trennten sich bald darauf Ende 1968 und Eric Burdon tat sich mit The Creators, deren Namen er in War änderte, zusammen.

## Zu einzelnen Titeln

### Monterey
Der Text beschreibt die Eindrücke der Band beim Monterey International Pop Festival. Es werden einige der teilnehmenden Bands oder Musiker erwähnt – The Byrds, Jefferson Airplane, Ravi Shankar, The Who, Hugh Masekela, Grateful Dead und Jimi Hendrix – und musikalisch werden dazu kurz die jeweiligen Stile von der Band imitiert.

### Sky Pilot
Das dreiteilige Lied handelt von einem Militärseelsorger (sky pilot), der seine Piloten vor einem Einsatz segnet, danach im Bett sinniert, und der Rückkehr der Piloten am nächsten Morgen.
Das Lied wird von Eric Burdon a cappella begonnen, dann setzt der kräftige Bass ein und es folgt die Band für den Refrain.
Das Interludium beginnt mit einem Gitarrensolo, das bald von Flugzeuglärm, Stuka-Sirene („Jericho-Trompete“) und Schlachtgeräuschen überlagert wird. Am Ende erklingt Dudelsackmusik. Da es sich dabei um eine heimliche Aufnahme der Royal Scots Dragoon Guards handelte, die All the Bluebonnets Are Over the Border spielten, erhielt Eric Burdon einen wütenden Brief der Britischen Regierung.
Sky Pilot wurde als Single veröffentlicht und erreichte Platz 14 in den Billboard Hot 100. Aufgrund seiner Länge von über 7 Minuten wurde es auf beide Seiten verteilt.

### We Love You Lil
Das Stück beginnt mit dem gepfiffenen Thema des bekannten Liedes Lili Marleen. Es folgt eine akustische Version des Themas, die dann in eine psychedelische Gitarrenimprovisation mit ätherischem Hintergrundgesang übergeht.

## Titelliste
Seite 1
1. Monterey – 4:18
2. Just the Thought – 3:47
3. Closer to the Truth – 4:31
4. No Self Pity – 4:50
5. Orange and Red Beams – 3:45, Gesang: Danny McCulloch

Seite 2
1. Sky Pilot – 7:27
2. We Love You Lil – 6:48
3. All is One  – 7:45

Alle Titel wurden von Eric Burdon, Vic Briggs, John Weider, Barry Jenkins und Danny McCulloch geschrieben, bis auf Orange and Red Beams (McCulloch).